# Francesc Carles de Velbrück
Francesc Carles comte de Velbrück (Garath, al sud de Düsseldorf, 11 de juny de 1719 - Heks, 30 d'abril de 1784) va ser el príncep-bisbe del principat de Lieja del 14 de març de 1772 fins a la seva mort el 1784.

## Biografia

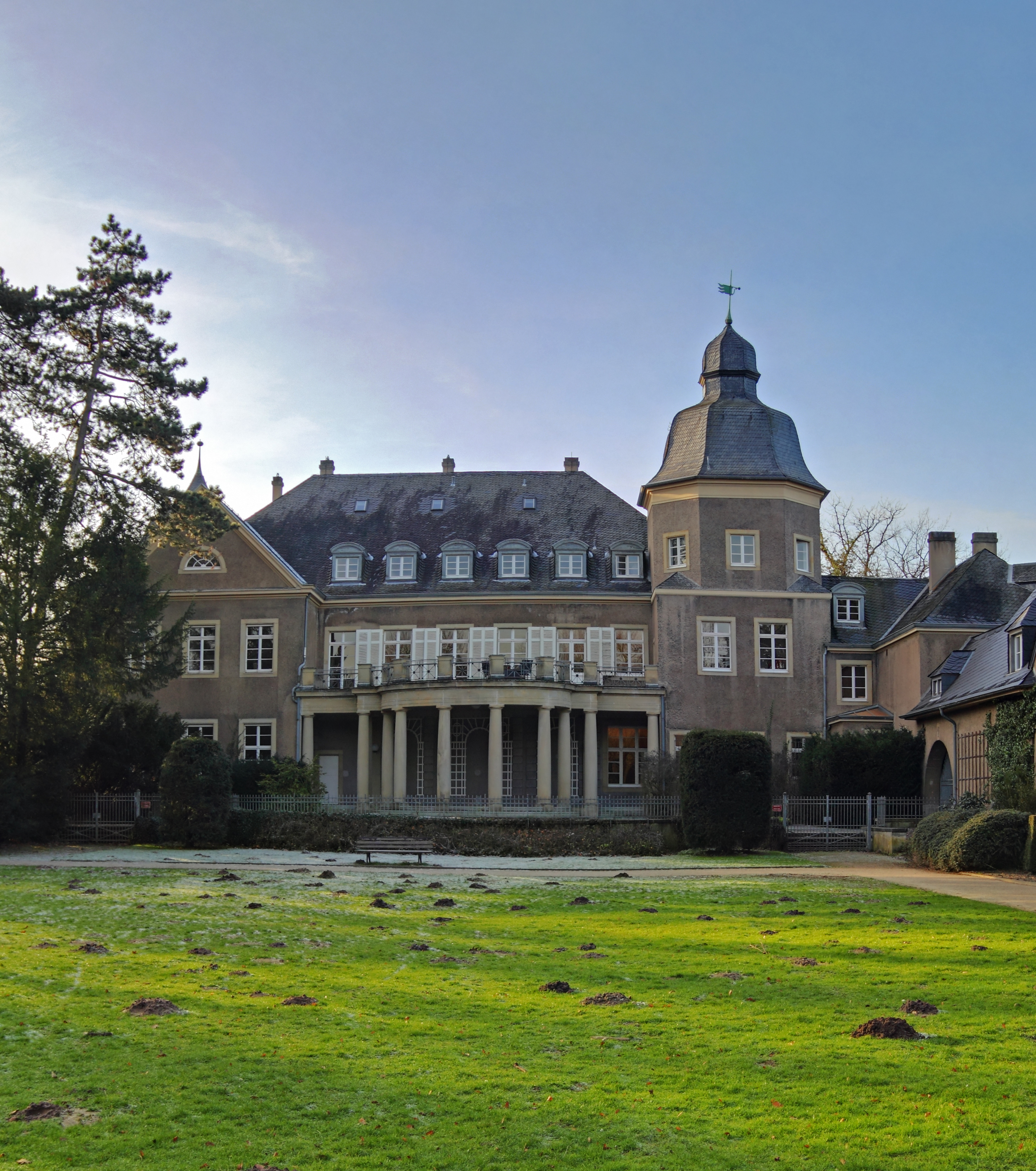
El Castell de Garath

Els seus pares eren el comte Maximilià Enric de Velbrück i Marie-Anne de Wachtendonck zu Germenseel. El jove comte només tenia setze anys quan va esdevenir canonge del capítol de la Catedral de Sant Lambert de Lieja, com que el seu germà Adam va refusar el càrrec. Va estudiar el dret canònic a Douai i Reims. L'any 1743, després de la mort del príncep-bisbe Jordi Lluís de Berghes, el seu successor, Joan Teodor de Baviera va reclamar-lo al seu servei a Lieja.
El 1746 va esdevenir ministre del govern de l'estat de Lieja. Després de la mort d'en Carles d'Outremont, li van proposar la successió al 16 de gener de 1772. Quan va acceptar, el consagraren sacerdot el 26 d'abril i el promogueren bisbe el 5 de maig següent.
Durant el regne de Velbrück, va rebre la influència de les idees de la Il·lustració que corresponien a l'esperit lliberal i llibertí de la diòcesi. Els seus vots perpetus de celibat eren teòrics i no l'impediren de tenir unes amistançades. La més coneguda, Maria Cristina Josefina de Bouget, anomenat la bella Estineta, era la mare dels seus dos fills. Tot i ser acceptat per a la societat liegesa, força tolerant, va exigir que la Cristina es casés amb l'advocat i futur burgmestre baró Nicolau Mathieu de Graillet i d'Oupeye.
Velbrück era un francmaçó i gran mestre de la lògia La parfaite intelligence et l'étoile réunies.

## El seu llegat immaterial
Va assajar reformar la societat i combatre la pobresa i la desigualtat de les classes, però no va reeixir gaire a canviar la mala situació dels més pobres. A l'esfera de la salut, va crear moltes institucions per a combatre les malalties, de les quals la més important va ser l'Hospital general de Sant Leonard per a acollir i ajudar els «necessitosos». En vista de la gran mortalitat perinatal, va organitzar una formació gratuïta de llevadores.

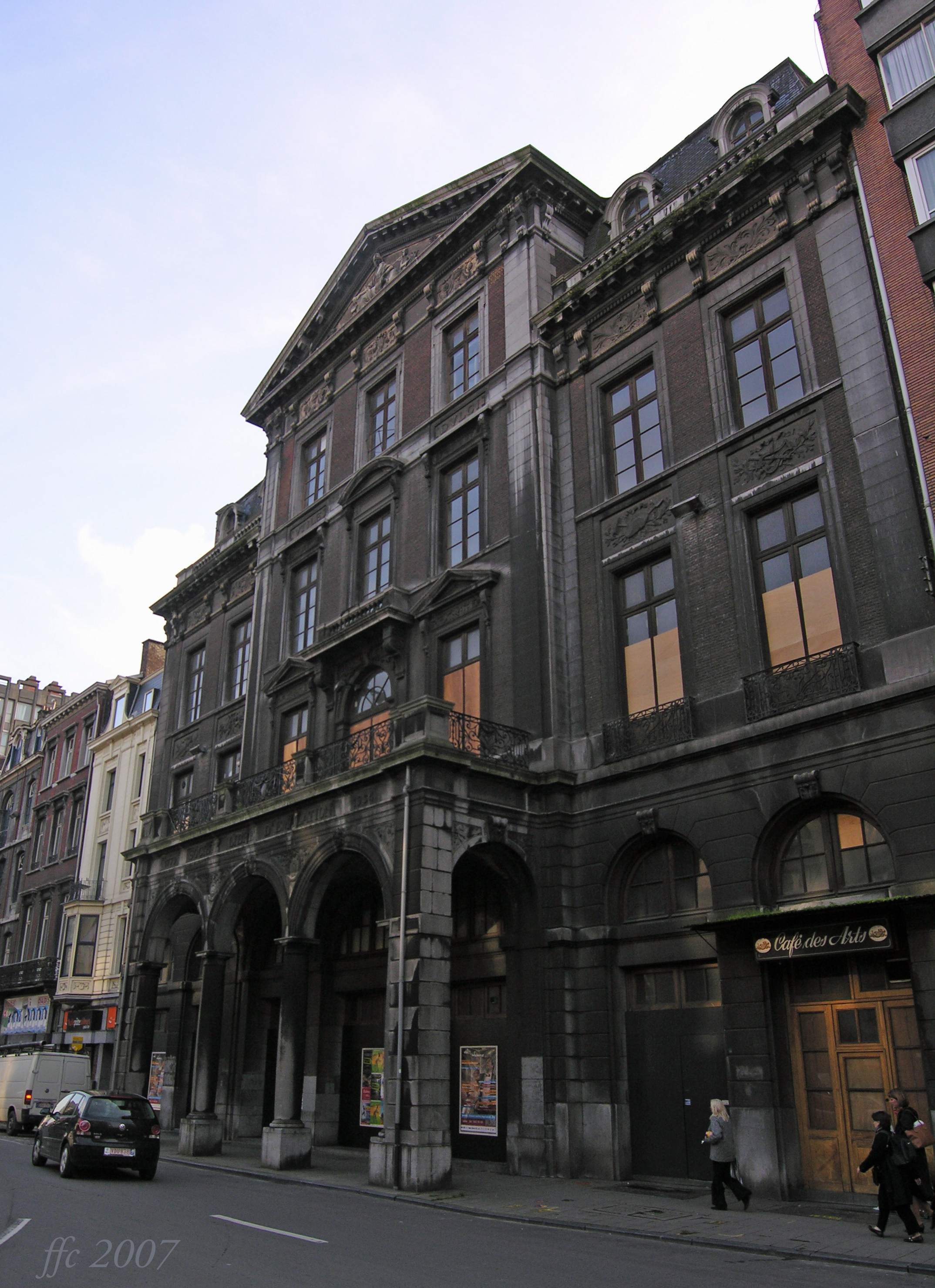
Edifici de la Societat d'Emulació a Lieja

A l'esfera de l'ensenyament, volia una escoles accessibles per a tots i va redirigir un «Pla d'Ensenyament de la jovenesa del País de Lieja». Volia canviar radicalment el sistema dels jesuïtes, un orde religiós que va ser abolit al principat a aquesta època. Considerava llur mètode massa literari i teòric i volia estimular l'estudi de la matemàtica i de les ciències naturals i humanes. Un altre dels seus projectes era la construcció d'una gran biblioteca pública.
A l'esfera artística, com un mecenes de debò, va contribuir molt a la revifalla de les arts al principat. El 1774, obrí una acadèmia pública de pintura, d'escultura i de gravació, al cap de la qual va anomenar el seu protegit, l'escultor Guillaume Evrard com a degà. El 1779, creà la Societat Literària i la Societat d'Emulació com lloc de trobada dels intel·lectuals liegesos amb els seus col·legues de societats d'altres països. La societat d'Emulació existeix encara avui. L'edifici ha estat transformat i eixamplat per a esdevenir el teatre municipal des del 2009.
A l'esfera de la ciència, no només va estimular la instrucció pública, també va suprimir la censura. Durant el seu regne, hi havia uns quinze impressors que van publicar els escrits dels filòsofs i dels enciclopedistes, censurats a França. No va escoltar les protestes ni de la facultat de teologia de la Universitat de Lovaina i ni del seu propi sínode diocesà.
A l'esfera fiscal, dues vegades va provar d'abolir els privilegis del primer i del segon estat, que no havien de pagar impostos. Aquesta desigualtat va causar descontentament al tercer estat. Quan volia introduir un sistema d'imposició igual per a tots, la noblesa i el clergue van interposar recurs prop del Consell de la Cort del Sacre Imperi Romanogermànic que va anul·lar el decret de Velbrück. El 1780 volia abolir el dret dels nobles de cobrar les rendes dels feus que en la seva opinió moderna havien hagut d'anar directament a la caixa de l'estat. La noblesa va apel·lar prop de la Cambra de Wetzlar. A la seva mort el plet encara era en tràmit i el seu successor, el conservador d'Hoensbroeck, del costat dels privilegiats i cec per a l'esperit del temps, en no continuar el plet, contribuí a la revolta del poble de Lieja.

## El seu llegat arquitectural

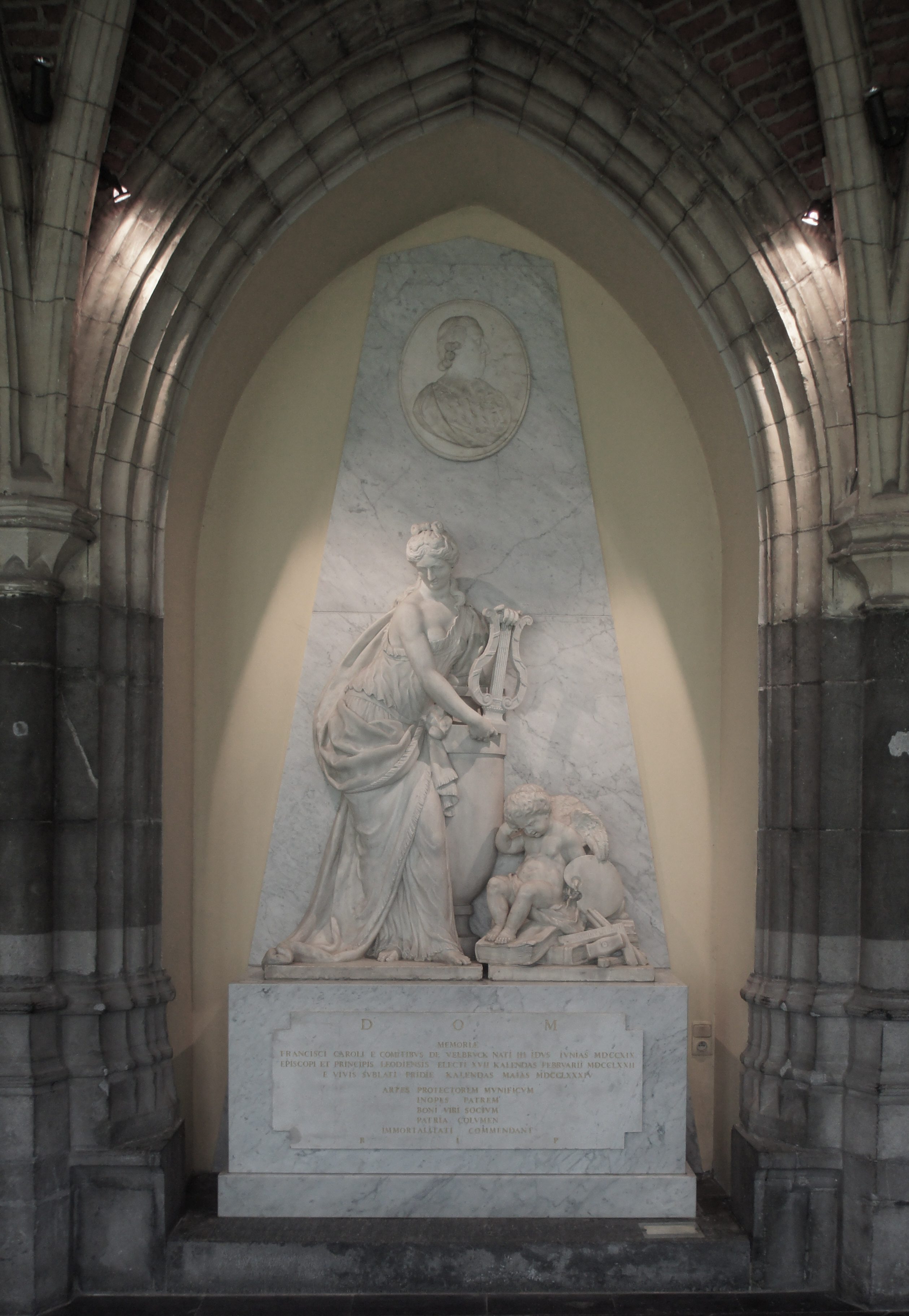
El sarcòfag de Velbrück al claustre de la Catedral de Sant Pau, escultat per Francesc Josep Dewandre

- L'edifici de la Societat d'EmulacióCastell d'Heks

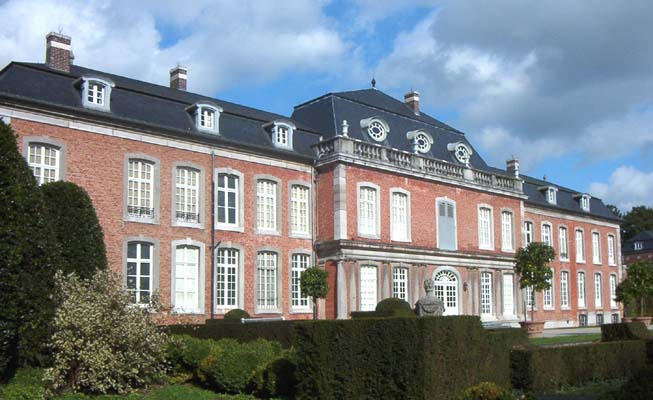
Castell d'Heks

- El castell d'Heks, la seva residència estival
- Des del 15 de juny de 2000, el seu mausoleu es troba al claustre de la catedral de Sant Pau a Lieja. L'epitafi mostra l'estima del poble de Lieja. Contràriament als seus predecessors, el seu cos no va ser desterrat i tirat a una fossa comuna durant la revolució liegesa a la fi de l'antic règim.

Epitafi
Pels seus benfets i la seva sol·licitud instruí el poble
Acollí les arts i promogué el seu avenç
A l'Emulació obrí un santuari, del qual fou el protector i el deus tutelar
Bó, agradós i humà, Velbrück fou un august, un mecenes
al mig del seu poble liegès